# Jorge Olaechea
Jorge Andrés Olaechea Quijandría (Lima, 27 de agosto de 1956) es un exfutbolista peruano que se desempeñaba como defensa. Representó a la selección de fútbol del Perú en 60 ocasiones entre 1979 y 1989. Jugó por clubes de Perú, Colombia y Bolivia.

## Selección nacional
Fue integrante de las selecciones peruanas que participaron en la Copa Mundial de Fútbol de 1982 y las Copas América de 1979, 1983 1987 y 1989.
Antes de terminar la eliminatoria de 1989, fue suspendido de integrar la selección peruana de fútbol por cinco años por negarse a viajar a Montevideo para jugar el último partido de Perú en dicha eliminatoria contra Uruguay.

### Participaciones en Copas del Mundo
| Mundial                        | Sede   | Resultado    |
| ------------------------------ | ------ | ------------ |
| Copa Mundial de Fútbol de 1982 | España | Primera fase |

## Clubes
| Club                        | País     | Año       |
| --------------------------- | -------- | --------- |
| Club José Carlos Mariátegui | Perú     | 1975-1977 |
| Alianza Lima                | Perú     | 1978-1983 |
| Independiente Medellín      | Colombia | 1984-1987 |
| Deportivo Cali              | Colombia | 1987-1989 |
| Sporting Cristal            | Perú     | 1989-1990 |
| Club Bolívar                | Bolivia  | 1991-1992 |
| Deportivo Municipal         | Perú     | 1995      |

## Palmarés

### Campeonatos nacionales
| Título                         | Club         | País    | Año  |
| ------------------------------ | ------------ | ------- | ---- |
| Torneo Descentralizado         | Alianza Lima | Perú    | 1978 |
| Campeonato de Primera División | Club Bolívar | Bolivia | 1991 |
| Campeonato de Primera División | Club Bolívar | Bolivia | 1992 |